# Козарево (Болгария)
Козарево (болг. Козарево) — село в Болгарии. Находится в Ямболской области, входит в общину Тунджа. Население составляет 370 человек.

## Политическая ситуация
В местном кметстве Козарево, в состав которого входит Козарево, должность кмета (старосты) исполняет Димитр Иванов Нанев (коалиция в составе 2 партий: Болгарская социалистическая партия (БСП) и Болгарская социал-демократия (БСД)) по результатам выборов правления кметства.
Кмет (мэр) общины Тунджа — Георги Стоянов Георгиев (коалиция в составе 2 партий: Болгарская социалистическая партия (БСП) и Болгарская социал-демократия (БСД)) по результатам выборов в правление общины.